# Arrigo Menicocci
Arrigo Menicocci (* 1933 in Ariccia; † 1. Dezember 1956 in Daylesford, Australien) war ein italienischer Ruderer.

## Biografie
Arrigo Menicocci war Teil der italienischen Crew, die bei den Olympischen Sommerspielen 1956 in Melbourne in der Achter-Regatta teilnahm. Nachdem der italienische Achter im Halbfinale ausgeschieden war, wartete Menicocci auf seine Rückreise und traf sich mit William McKay, der die olympische Fackel beim Fackellauf getragen hatte. Am 1. Dezember 1956 machten die beiden Männer eine Spritztour mit McKays Sportwagen, wo sie bei hoher Geschwindigkeit gegen einen Baum fuhren und wenig später im Krankenhaus von Daylesford starben.
Nach seinem Tod wurde in seiner Heimatstadt das örtliche Sportzentrum nach seinem Namen benannt.